# Microdon ruficaudus
Microdon ruficaudus är en tvåvingeart som beskrevs av Enrico Adelelmo Brunetti 1907. Microdon ruficaudus ingår i släktet myrblomflugor, och familjen blomflugor. Inga underarter finns listade i Catalogue of Life.